# Diga del Zöt
La diga del Zöt è una diga ad arco situata in Svizzera, nel Canton Ticino nella val Bavona, pochi chilometri a sud-ovest della capanna Basòdino nella zona di Robiei.

## Descrizione
Inaugurata nel 1967, ha un'altezza di 36 metri, e il coronamento è lungo 145 metri. Il volume della diga è di 16.000 metri cubi.
Il lago creato dallo sbarramento, ha un volume massimo di 1,65 milioni di metri cubi, una lunghezza di 500 m e un'altitudine massima di 1940 m s.l.m. Lo sfioratore ha una capacità di 30 metri cubi al secondo.
Le acque del lago vengono sfruttate dalle Officine Idroelettriche della Maggia (OFIMA).